# Bernd Theilen

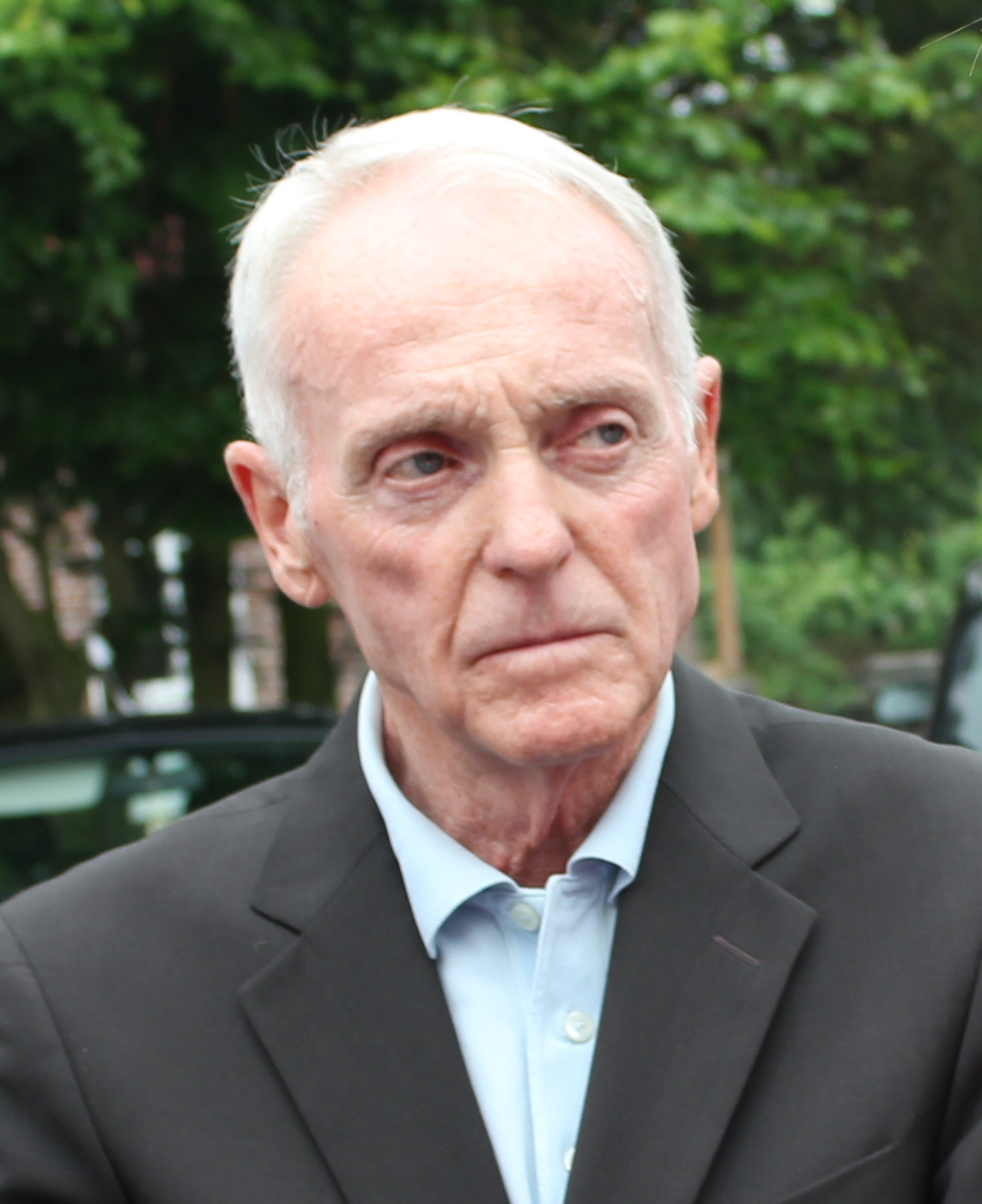
Bernd Theilen 2013 in Wittmund

Bernd Theilen (* 20. Januar 1945 in Jever) ist ein deutscher Politiker (SPD). Er war Postoberinspektor, von 1974 bis 1994 Mitglied des Niedersächsischen Landtages und von 1994 bis 2003 Regierungspräsident des Regierungsbezirks Weser-Ems.

## Leben
Nach dem Abitur am Mariengymnasium in Jever 1964 trat Bernd Theilen in den Dienst der Post. Er absolvierte drei Jahre später die Prüfung für den gehobenen Postdienst und war beim Postamt Wilhelmshaven beschäftigt, zuletzt als Postoberinspektor.
Theilen trat im Jahr 1966 in die SPD ein. Er übernahm im SPD-Bezirk Weser-Ems den Vorsitz und war Mitglied im SPD-Beirat. Er war Aufsichtsratsmitglied des oldenburgischen Energieversorgers Weser-Ems AG.
In der Stadt Jever wurde er in den Jahren von 1972 bis 1986 in den Stadtrat gewählt und war dort Beigeordneter. Im Jahr 1972 wurde er zunächst Abgeordneter des Landkreises Friesland und stellvertretender Landrat und im Jahr 1986 schließlich dort Landrat. Zudem war er in den Jahren 1970 bis 1981 Rundfunksratsmitglied des NDR und ab 1984 auch Mitglied im Landesrundfunkausschuss.
Vom 21. Juni 1974 bis 1994 war Theilen Mitglied des Niedersächsischen Landtages (8. bis 13. Wahlperiode). Er übernahm vom 12. Juni 1990 bis 20. Juni 1994 den stellvertretenden Vorsitz der Landtagsfraktion der SPD und vom 10. Juli 1986 bis 20. Juni 1990 den Vorsitz des Haushalts- und Finanzausschusses.
Im August 1994 wurde er zum letzten Regierungspräsidenten des Regierungsbezirks Weser-Ems ernannt und hatte dieses Amt bis 2003 inne.
Bernd Theilen ist verheiratet, lebt in Jever und hat ein Kind.